# Assemblea parlamentare Euronest

Membri dell'UE
Membri del Partenariato orientale
Membri sospesi del Partenariato orientale

     Membri dell'UE
     Membri del Partenariato orientale
     Membri sospesi del Partenariato orientale
L'Assemblea parlamentare Euronest è il forum interparlamentare al quale partecipano i membri del Parlamento europeo e dei parlamenti nazionali di Ucraina, Moldavia, Armenia, Azerbaigian e Georgia per stringere legami politici ed economici più stretti con l'Unione europea. È stato istituito nel 2011 dalla Commissione europea come componente del partenariato orientale. Nel 2010 in seguito alle elezioni bielorusse che sono state dichiarate viziate da irregolarità dall'OSCE, l'adesione della Bielorussia a Euronest è stata automaticamente sospesa. La Bielorussia è benvenuta a rientrare nell'Assemblea una volta che i requisiti politici saranno soddisfatti. A partire dal 2017, la popolazione complessiva dei membri Euronest (esclusa la Bielorussia e i paesi membri dell'Unione europea) ammonta a 61.927.521 persone.

## Stati membri
Oltre ai 27 stati membri del Parlamento europeo, partecipano 4 stati dell'Europa orientale:
- Armenia
- Azerbaigian
- Georgia
- Moldavia
- Ucraina

## Membri sospesi
- Bielorussia

## Riunioni plenarie
L'Assemblea parlamentare Euronest si riunisce una volta all'anno. I luoghi delle riunioni si alternano tra un paese partner dell'Europa orientale e tra una delle sedi di lavoro del Parlamento europeo (Bruxelles, Lussemburgo o Strasburgo):
| Sessione | Data           | Paese ospitante                              | Città ospite |
| -------- | -------------- | -------------------------------------------- | ------------ |
| I        | Settembre 2011 | Francia                                      | Strasburgo   |
| II       | Aprile 2012    | Azerbaigian                                  | Baku         |
| III      | Maggio 2013    | Belgio                                       | Bruxelles    |
| IV       | Marzo 2015     | Armenia                                      | Yerevan      |
| V        | Marzo 2016     | Belgio                                       | Bruxelles    |
| VI       | Ottobre 2017   | Ucraina                                      | Kyiv         |
| VII      | Giugno 2018    | Belgio                                       | Bruxelles    |
| VIII     | Dicembre 2019  | Georgia                                      | Tbilisi      |
| -        | 2020           | annullata per via della pandemia di COVID-19 |              |
| IX       | Aprile 2021    | Belgio                                       | Bruxelles    |
| X        | Febbraio 2023  | Moldavia                                     | Chișinău     |
| XI       | Marzo 2024     | Belgio                                       | Bruxelles    |

## Integrazione nell'UE
I membri di Euronest sono considerati come appartenenti alla "famiglia europea". Tutti i membri fanno parte della politica europea di vicinato e ciascuno mantiene vari gradi di integrazione con l'UE. Alcuni membri di Euronest come l'Ucraina e la Georgia stanno attivamente cercando un'eventuale adesione all'UE e desiderano stringere legami più stretti con l'UE. Altri stati come l'Armenia e la Moldavia cooperano sia con l'Unione Europea che con l'Unione Eurasiatica guidata dalla Russia. Mentre l'Azerbaigian e la Bielorussia sono stati interpellati sulle loro prospettive europee a causa di violazioni dei diritti umani e mancanza di libertà di parola.

### Prospettiva di adesione all'UE
Nel dicembre 2019, a seguito dell'ottava riunione plenaria tenutasi a Tbilisi, tutti i membri dell'Assemblea parlamentare Euronest hanno approvato una risoluzione che delinea vari obiettivi di integrazione dell'UE da raggiungere entro il 2030. La risoluzione sottolinea l'importanza del programma del partenariato orientale e il modo in cui l'iniziativa sostiene i sei paesi associati dell'UE consentendo loro di muoversi più rapidamente con l'attuazione delle riforme e una più profonda integrazione politica ed economica con l'UE.
La risoluzione conferma anche i successi della politica di allargamento dell'UE e il suo potere di trasformazione sui paesi dell'Europa centrale e orientale nel loro sviluppo da economie regolate post-totalitarie a democrazie in stile europeo e che il futuro allargamento diffonderà questi successi ai paesi del partenariato orientale che desiderano aderire l'Unione Europea. La risoluzione afferma che il processo di allargamento dell'UE è aperto agli Stati membri del partenariato orientale e che il futuro allargamento dell'UE sarà reciprocamente vantaggioso sia per l'UE che per i membri del partenariato orientale.
Inoltre, la risoluzione approva le continue riforme progressive e l'armonizzazione con gli standard dell'UE, la promozione dei valori europei e dei diritti umani e l'istituzione di viaggi senza visto nello spazio Schengen dell'UE per i membri del partenariato orientale.
La risoluzione ha elogiato i risultati ottenuti da Georgia, Moldavia e Ucraina con la firma degli accordi di associazione e una zona di libero scambio globale e approfondita con l'UE. Allo stesso modo, la risoluzione ha approvato i progressi compiuti in Armenia dopo la Rivoluzione di velluto del 2018. La risoluzione ha affermato che "l'Armenia è l'unico paese in Europa a passare dall'essere un regime ibrido nel 2017 a una democrazia nel 2018" e che la ratifica di un nuovo accordo di partenariato globale e rafforzato (CEPA) da parte del parlamento armeno nell'aprile 2018 è considerata la prova di un partenariato strategicamente rafforzato tra l'Armenia e l'UE. La risoluzione ha coniato il termine "Trio + 1" che rappresenta i tre accordi di associazione stabiliti con Georgia, Moldavia, Ucraina, nonché il CEPA stabilito con l'Armenia. La risoluzione chiede di promuovere ulteriori sforzi di integrazione tra l'UE e il gruppo "Trio + 1" nel prossimo decennio.
La risoluzione riconosce anche la potenziale minaccia che la Russia potrebbe avere nel destabilizzare questi paesi e impedire loro di raggiungere l'unità europea.